# Thanatus forbesi
Thanatus forbesi es una especie de araña cangrejo del género Thanatus, familia Philodromidae. Fue descrita científicamente por Pocock en 1903.

## Distribución
Esta especie se encuentra en Yemen (Socotra).